# Folkets befrielsearmés markstridskrafter

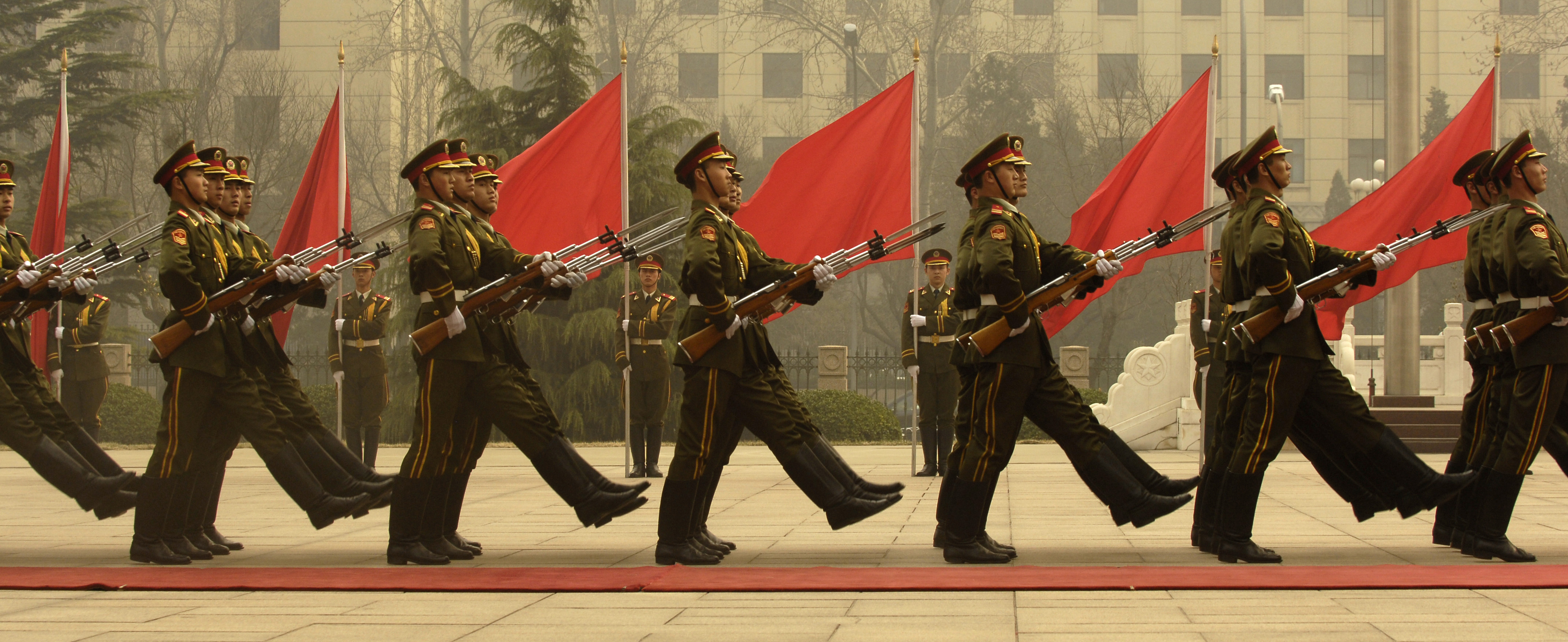
Hedersvakt i Peking marscherar i Stechschritt under ett internationellt besök 2007.

Folkets befrielsearmés markstridskrafter är den största försvarsgrenen inom det kinesiska Folkets befrielsearmé, där den utgör 70 procent av personalstyrkan. Med 1,6 miljoner soldater i stående styrkorna och 510 000 soldater i reserven är det världens största aktiva stående armé. Den är känd under sin engelska förkortning PLAGF.

## Indelning

Folkets befrielsearmés fem militärregioner (T.C.).

Markstridskrafternas grundorganisation leds av markstridskrafternas högkvarter och består av 13 armékårer operativt underordnade fem försvarsgrensövergripande militärregioner.

## Pansartyper
PLAGF har 7 500 stridsvagnar, 5 500 pansarskyttefordon, 2 200 övriga stridsfordon och 25 000 artilleripjäser. För närvarande är 40 procent av markstyrkorna bepansrade eller mekaniserade.

### Stridsvagnar
- Type-59
- Type-69
- Type-90
- Type-96
- Type-99

### Infanteri och pansarbandvagnar
- Type-63
- Type 77
- Type 85
- Type 86
- Type-92
- Type-89
- Type 90 (APC)
- Type-97

### Artilleri
- PTL02-Tank destroyer
- PLZ45 S-P-A
- Type-83
- PLL01

### Transportfordon
- BV-206